# Služebnice Srdce Ježíšova (Córdoba)
Služebnice Srdce Ježíšova (španělsky: Esclavas del Corazón de Jesús) je ženská řeholní kongregace, jejíž zkratkou je E.C.J.

## Historie
Kongregace byla založena 29. září 1872 v argentinské Córdobě vdovou Saturninou Rodríguez de Zavalía (řeholním jménem: matka Caterina od Marie) spolu se čtyřmi společnicemi.
Jezuita José María Bustamante, iniciátor Sester adorátorek od Nejsvětější svátosti a Neposkvrněného Srdce Panny Marie povzbuzoval a podporoval zakladatelku v její práci a kněz David Luque, spirituál matky Cateriny vedl komunitu sester dvacet let.
První filiální řeholní dům byl založen roku 1880 ve Villa del Tránsito a za života zakladatelky měla kongregace v Argentině 11 řeholních domů. První domy v zahraničí bylo zřízeny v Chile a poté ve Španělsku.
Dne 31. července 1892 obdržela kongregace od Svatého stolce decretum laudis a úplně schválení 17. března 1907.

## Aktivita a šíření
Věnují se výchově mládeže, správě domů pro duchovní cvičení a práci s prostitutkami.
Nachází se v Argentině a také v Beninu, Chile a ve Španělsku; generální kurie se nachází v Córdobě.
Ke konci roku 2015 měla kongregace 108 sester ve 23 domech.